# ISD Continental Team/Saison 2010
Dieser Artikel listet Erfolge und Mannschaft des Radsportteams ISD Continental in der Saison 2010 auf.

## Erfolge in der Continental Tour
| Datum         | Rennen                                          | Kat. | Fahrer              |
| ------------- | ----------------------------------------------- | ---- | ------------------- |
| 14. März      | Omloop van het Waasland                         | 1.2  | Denis Flahaut       |
| 15. April     | Grand Prix de Denain                            | 1.1  | Denis Flahaut       |
| 18. April     | Grand Prix of Donetsk                           | 1.2  | Witalij Popkow      |
| 21. April     | Prolog Grand Prix of Adygeya                    | 2.2  | Witalij Popkow      |
| 22. April     | 1. Etappe Grand Prix of Adygeya                 | 2.2  | Olexandr Scheydyk   |
| 24. April     | 3. Etappe Grand Prix of Adygeya                 | 2.2  | Witalij Popkow      |
| 21.–25. April | Gesamtwertung Grand Prix of Adygeya             | 2.2  | Witalij Popkow      |
| 9. Mai        | 3. Etappe Five Rings of Moscow                  | 2.2  | Witalij Popkow      |
| 16. Mai       | Grand Prix Jasnej Góry-Czestochowa              | 1.2  | Witalij Popkow      |
| 28. Mai       | Tallinn-Tartu Grand Prix                        | 1.1  | Denis Flahaut       |
| 30. Mai       | Rogaland Grand Prix                             | 1.2  | Witalij Popkow      |
| 25. Juni      | Ukrainische Meisterschaft – Einzelzeitfahren    | NC   | Witalij Popkow      |
| 25. Juni      | Ukrainische Meisterschaft – Straßenrennen (U23) | NC   | Artjom Toptschanjuk |
| 27. Juni      | Ukrainische Meisterschaft – Straßenrennen       | NC   | Witalij Popkow      |
| 22. Juli      | 1. Etappe Tour of Szeklerland                   | 2.2  | Witalij Popkow      |
| 24. Juli      | 3. Etappe Tour of Szeklerland                   | 2.2  | Olexandr Scheydyk   |
| 25. Juli      | 4a. Etappe Tour of Szeklerland (EZF)            | 2.2  | Olexandr Scheydyk   |
| 25. Juli      | 4b. Etappe Tour of Szeklerland                  | 2.2  | Jurij Agarkow       |
| 7. August     | 3. Etappe Tour des Pyrénées                     | 2.2  | Olexandr Scheydyk   |

## Zugänge – Abgänge
| Zugänge          | Team 2009         | Abgänge               | Team 2010          |
| ---------------- | ----------------- | --------------------- | ------------------ |
| Aljaksandr Ussau | Cofidis           | Wolodymyr Kohut       | Amore & Vita-Conad |
| Igor Abakoumov   | ISD-Neri          | Daniel Domínguez      | Unbekannt          |
| Denis Flahaut    | Landbouwkrediet   | Jurij Holowtschenko   | Unbekannt          |
| Indulis Bekmanis | Rietumu Bank-Riga | Jean-Paul Simon       | Unbekannt          |
| Iwan Pylypenko   | Neoprofi          | Wadym Tschumatschenko | Unbekannt          |
|                  |                   | Roman Tschutschulin   | Unbekannt          |

## Mannschaft
| Name                | Geburtstag         | Nationalität |
| ------------------- | ------------------ | ------------ |
| Igor Abakoumov      | 30. Mai 1981       | Belgien      |
| Jurij Agarkow       | 8. Januar 1987     | Ukraine      |
| Indulis Bekmanis    | 21. Februar 1989   | Lettland     |
| Jehor Dementjew     | 12. März 1987      | Ukraine      |
| Denis Flahaut       | 28. November 1978  | Frankreich   |
| Denys Karnulin      | 18. August 1990    | Ukraine      |
| Olexandr Martynenko | 22. Juli 1989      | Ukraine      |
| Rostislaw Mychajlow | 11. April 1986     | Ukraine      |
| Anatolij Pachtussow | 17. April 1985     | Ukraine      |
| Maxym Polischuk     | 15. Juni 1984      | Ukraine      |
| Witalij Popkow      | 16. Juni 1983      | Ukraine      |
| Iwan Pylypenko      | 8. Juni 1991       | Ukraine      |
| Wolodymyr Rybin     | 14. September 1980 | Ukraine      |
| Olexandr Scheydyk   | 13. September 1980 | Ukraine      |
| Artjom Toptschanjuk | 27. Januar 1989    | Ukraine      |
| Aljaksandr Ussau    | 27. August 1977    | Belarus      |
| Maxym Wassiljew     | 14. April 1990     | Ukraine      |